# Chojty
Chojty [pronunciación en polaco: /ˈxɔi̯tɨ/] (en alemán: Choyten; 1929-1945: Koiten) es un pueblo ubicado en el distrito administrativo de Gmina Dzierzgoń, dentro del Condado de Sztum, Voivodato de Pomerania, en Polonia del norte. Se encuentra aproximadamente a 8 kilómetros al noroeste de Dzierzgoń, a 16 kilómetros al este de Sztum, y a 61 kilómetros al sureste de la capital regional Gdańsk.
El pueblo tiene una población de 80 habitantes.